# Blechnum squamipes
Blechnum squamipes là một loài thực vật có mạch trong họ Blechnaceae. Loài này được (Hieron.) M. Kessler & A.R. Sm. mô tả khoa học đầu tiên năm 2007.